# Летище „Рим-Фиумичино“
Международно летище „Леонардо да Винчи“ в Рим-Фиумичино (на италиански: L'Aeroporto Internazionale di Roma-Fiumicino "Leonardo da Vinci", на английски: Leonardo da Vinci Rome Fiumicino Airport) или летище „Леонардо да Винчи“ е най-голямото и най-натоварено летище в Италия. Това е единадесетата най-натоварена европейска аерогара, като през 2019 г. са преминали 43 532 573 пътници.
Разположено е в гр. Фиумичино, на 35 km западно от историческия център на град Рим. То е основен хъб на италианската авиокомпания Alitalia, както и за испанската Vueling.

## История

### Ранни години
Летището отваря врати официално на 15 януари 1961 г. Летището е разполагало с 2 писти, замествайки малкото римско летище – Чампино, което се превръща в аерогара за нискотарифни и вътрешни полети. Въпреки че летището е открито 1961 г., то е използвано до 1960 г., помагайки на другото летище, облекчавайки трафика.
В същото време националният превозвач – Alitalia, прави сериозна инвестиция в летището, построявайки хангари и центрове за поддръжка. Междувременно е изградена трета писта (16L/34R).

### Следващо развитие
Летището разполага с 4 писти 16L/34R и 16R/34L (дълга почти 4000 m), 16C/34C (съседна на 16L/34R), обикновено използваща се като скоростна пътека или при ремонт на другите три, или при наличие на силни ветрове. Четвъртата писта е 07/25.
Терминалите са модернизирани през 1990-те и 2000-те години.
До 2005 г. летището има система за инструментален заход категория IIIb, след което е модернизирана, позволявайки растеж на излитанията и кацанията при гъста мъгла от 10 на 30.
Модернизация на терминала е извършена през 1990 г.

## Терминали

### Терминал 1
Терминал 1 (изходи B1-B13 и B14-B30) се използва от италианската авиокомпания Alitalia (вътрешни полети), Air France, Croatia Airlines, Etihad Regional и KLM. Някои от полетите са дадени в таблицата:
| Авиокомпания | Град – Летище      |
| ------------ | ------------------ |
| Air Europa   | Мадрид             |
| Air France   | Париж Шарл дьо Гол |
| Air Serbia   | Белград, Ниш       |
| HOP!         | Бордо, Лион        |
| KLM          | Амстердам          |
| Luxair       | Люксембург         |

### Терминал 2
Терминал 2 (изходи C1-C7) се използва главно от нискотарифни компании. Част от полетите, които се извършват от този терминал, са посочени в таблицата.
| Авиокомпания | Град – летище |
| ------------ | --- |
| Air Moldova  | Кишинев |
| Blue Air     | (Авиокомпанията е фалирала)                                                                                       |
| easyJet      | Амстердам, Берлин Тегел, Бристъл, Лион, Лондон Гетуик, Лондон Лутън, Манчестър, Нант, Ница, Париж Орли, Тулуза    |
| Ryanair      | Аликанте, Бари, Барселона Ел Прат, Бриндизи, Брюксел, Катания, Малага, Малта, Марсилия, Палермо, Севиля, Тел Авив |
| WizzAir      | Будапеща, Варшава, Виена, Краков, Кутаиси, Яш                                                                     |

### Терминал 3
Терминал 3 (изходи C8-C16, D1-D10, H1-H3, H6-H19 и G1-G14) е най-големият терминал. Част от полетите, които се извършват от този терминал, са посочени в таблицата.
| Авиокомпания                  | Град – летище |
| ----------------------------- | --- |
| Aegan Airlines                | Атина |
| Aer Lingus                    | Дъблин |
| Aeroflot                      | Москва Шереметиево, Санкт Петербург |
| Aerolíneas Argentinas         | Буенос Айрес Езейза |
| Air Canada                    | Монреал Трюдо, Торонто Пиърсън |
| Air China                     | Пекин, Ханджоу |
| Air India                     | Делхи |
| Asiana Airlines               | Сеул Инчон |
| British Airways               | Лондон Гетуик, Лондон Сити, Лондон Хийтроу |
| Brussels Airlines             | Брюксел |
| Bulgaria Air                  | София |
| Emirates                      | Дубай |
| Etihad Airways                | Абу Даби |
| Eurowings                     | Дюселдорф, Кьолн/Бон, Хамбург, Щутгарт |
| Hainan Airlines               | Сиан, Хайкоу, Чунцин |
| Iberia                        | Мадрид |
| Iran Air                      | Техеран |
| Korean Air                    | Сеул Инчон |
| Lufthansa                     | Мюнхен, Франкфурт |
| Qatar Airways                 | Доха |
| Saudia                        | Джеда, Рияд |
| Scandinavian Airlines         | Копенхаген, Орхус, Стокхолм Арланда |
| Singapore Airlines            | Сингапур |
| Swiss International Air Lines | Цюрих |
| ТАРОМ                         | Букурещ „Отопени“ |
| Thai Airways                  | Банкок |
| Transavia                     | Ротердам/Хага |
| Turkish Airlines              | Анкара, Истанбул |
| Vueling                       | Аликанте, Барселона Ел Прат, Билбао, Валенсия, Дубровник, Лондон Гетуик, Мадрид, Малага, Париж Орли, Париж Шарл дьо Гол, Севиля, Тенерифе – Юг |

### Терминал 5
Терминал 5 (изходи H1-H3, H6-H19 и G1-G14) се използва от американските авиокомпании и израелските. Някои от полетите са дадени в таблицата:
| Авиокомпания      | Град – летище                     |
| ----------------- | --------------------------------- |
| American Airlines | Далас, Филаделфия                 |
| Delta Air Lines   | Атланта, Ню Йорк „Джон Ф. Кенеди“ |
| El Al             | Тел Авив                          |
| Israir Airlines   | Тел Авив                          |

### Полети на Alitalia
Полетите се изпълняват от първи и трети терминал. От първия са вътрешните и кратки полети, а от трети – дългите.
| Авиокомпания | Град – летище |
| ------------ | --- |
| Alitalia     | Алгеро, Алжир, Амстердам, Атина, Бари, Барселона Ел Прат, Бейрут, Белград, Берлин Тегел, Болоня, Бостън, Бриндизи, Брюксел, Будапеща, Буенос Айрес, Валенсия, Варшава, Вашингтон – Дълес, Венеция, Верона, Генуа, Делхи, Дюселдорф, Женева, Йоханесбург, Казабланка, Кайро, Калгари, Катания, Киев Жуляни, Ламеция Терме, Лондон Хийтроу, Лос Анджелис, Мадрид, Малага, Малта, Марсилия, Маями, Мексико Сити, Милано Линате, Милано Малпенса, Милано Бергамо, Москва Шереметиево, Мюнхен, Неапол, Ница, Ню Йорк, Палермо, Париж Шарл дьо Гол, Пиза, Подгорица, Прага, Реджо ди Калабрия, Рио де Жанейро, Сантяго, Сао Пауло, Сеул Инчон, София, Тел Авив, Тирана, Токио – Ханеда, Торино, Трапани, Триест, Тулуза, Тунис, Флоренция, Франкфурт, Цюрих |